# 성도지방

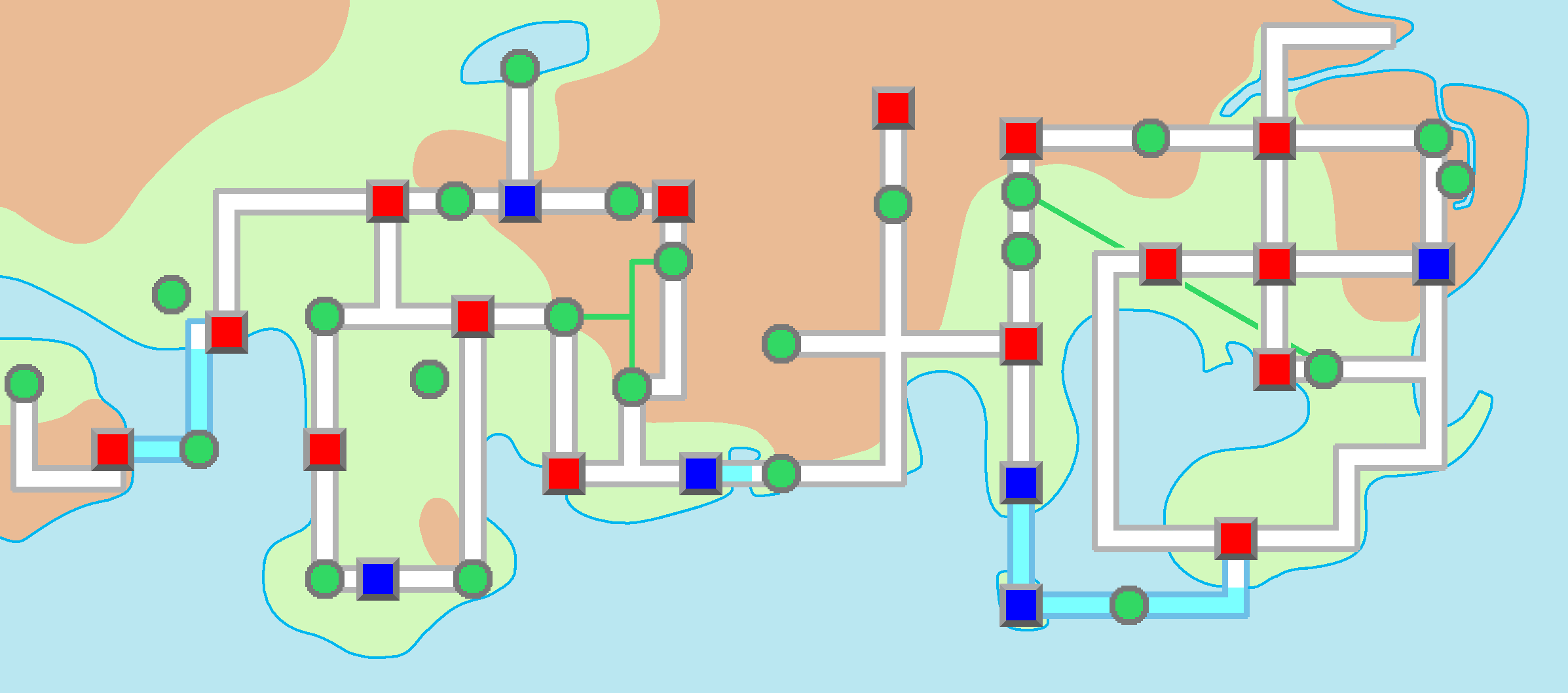
동성지방

성도 지방(한국 한자: 城都地方 일본어: ジョウト地方 조토치호[*] 영어: Johto Region)은 포켓몬스터에 등장하는 8개의 지방 중 하나인 동성지방의 서쪽으로, 긴키, 주부, 도쿠시마 동부가 모티브이다.

## 개요 및 특징
포켓몬스터 금·은·크리스탈과 포켓몬스터 금·은의 리메이크 버전인 포켓몬스터 하트골드·소울실버에 등장하는 지방으로, 일본의 긴키 지방 및 도카이도 지방의 일부를 모델로 하였다. 전작의 관동지방과 연결되기 때문에 시작 도로가 1번이 아닌 29번이다. 도로는 총 31개가 있고 제일 서쪽에는 사파리존이 있으면서 제일 동쪽에는 은빛산이 있다.

## 등장 지방, 도로 및 수로

### 연두마을(緣豆)
(영어: New Bark Town, 일본어: ワカバタウン)
- 주인공이 모험을 시작하는 마을이다.
- 동쪽에 위치한 시골 마을에서 동쪽에 있는 수로를 건너면 관동에 도달할 수 있다.
- 주인공의 옆집에 공박사의 연구소가 있다.
- 29번도로 동쪽에 있다.

### 무궁시티(無窮)
- 연두마을 서쪽에 있는 마을이다.
- 안내 할아버지가 나타나 여러 시설들을 가르쳐 주고 러닝슈즈를 준다.
- 최초로 포켓몬센터가 있고 프렌들리숍이 있다.
- 나고야가 모티브이지만 너무 작다.

### 도라지시티
- 무궁시티 북쪽에 있으며 조각을 열매로 바꿔주는 사람이 있다.
- 최초의 체육관이 있으며 그 관장의 이름은 비상, 사용하는 타입은 비행, 이기면 윙배지를 얻고 필드에서 바위깨기를 사용할 수 있다. 그리고 배지를 얻으면 토게피의 알을 얻을 수 있다.

### 고동마을(鼓動)
- 도라지시티 남쪽에 있으며 연결동굴을 지나가야 올 수 있다.
- 최초로 로켓단이 등장하며 야돈우물에서 로켓단 간부를 처리하고 체육관에 간다.
- 체육관 관장의 이름은 호일, 사용하는 타입은 벌레, 이기면 인섹트배지를 얻고 필드에서 풀베기를 사용할 수 있게 된다.
- 규토리를 몬스터볼로 바꿔주는 강집 할아버지의 집이 있다.
- 강집 할아버지는 왕년에 트레이너로, 로켓단을 물리친다고 나섰지만, 가기도 전에 야돈우물에 들어가다가 허리를 삐끗하는 불상사를 겪는다.

### 금빛시티(金빛)
- 34번도로 위에 있으며 오사카시를 모델로 한 성도 최고의 대도시이다.
- 백화점, 라디오타워, 게임방 등 많은 시설이 있고 새로운 리니어철도가 있지만 리니어패스가 있어야 하기 때문에 관동지방에서 추후 얻을 수 있다. 관동지방의 대도시인 노랑 시티에서 즉시 오갈 수 있다.
- 체육관에는 관장은 꼭두, 사용하는 타입은 노말, 두 번째 밀탱크가 난이도가 높다고 알려져 있다. 이기면 레귤러베지를 얻을 수 있고 필드에서 괴력을 사용할 수 있다. 밀탱크는 공격력이 높은 포켓몬이나 격투 기술을 가진 포켓몬으로 처치해야 한다. 왜냐하면 밀탱크는 체력이 매우 높기 때문이다.

### 포켓슬론
자연공원에 있으며 포켓몬 스포츠가 개최된다.

### 인주시티(印朱)
- 36번도로 위에 있으며 교토시를 모델로 한 역사의 도시이다.
- 역사적인 것들이 많으며 탑이 두개 있는데 불탄탑과 방울탑이다. 방울탑은 추후 무지갯빛날개과 크리스탈방울이 필요하니 나중에 다시 온다. 불탄탑에는 성도지방 전설의 포켓몬 스이쿤, 라이코, 앤테이가 있고 나중에 만나게 된다.
- 체육관 관장은 유빈, 사용하는 타입은 고스트, 이기면 팬텀배지를 얻고 필드에서 파도타기를 사용할 수 있다. 그 체육관은 미친 무당들이 나오니 적당히 잘 피해가길 바라는 바이다.

### 담청시티(淡靑)
- 고베시를 모델로 한 항구도시로 담청등대와 쾌속선이 있다.
- 체육관 관장은 규리, 사용하는 타입은 강철타입이다.
- 담청등대에서는 빛나리가 빛을 밝힌다.
- 담청항구에서는 관동지방(갈색시티) 갈 수있는 쾌속선을 탈 수 있다.

### 황토마을(黃土)
- 절구산 동부에 있으며 선물가게 밑에 로켓단아지트가있다.
- 또 북쪽으로 가면 분노의 호수가 있는데 그곳에서 붉은 갸랴도스를 잡을 수 있다.
- 포켓몬스터 금·은·크리스탈이 컬러로 발매되면서 색이 다른 포켓몬이 생기고, 그것을 알리기 위해 붉은 갸라도스가 게임 중 나온다는 설이 있다.
- 체육관 관장은 웬 할아버지 한 분이 서있나 하면서 무시하지 말기를 빈다. 이 관장 할아버지는 류옹(애니판에서는 봉수달), 사용하는 타입은 얼음타입이다.

### 진청시티(眞靑)
- 소용돌이 섬 제도 서부에 있으며 도시 전체가 모래로 되어 있다.
- 또 진청시티에서는 2번째 스이쿤 이벤트가 일어나고 포켓몬스터 하트 골드·소울 실버에서 서쪽 벼랑끝 게이트로 사파리존에 갈 수 있다.
- 딱 들어가면 상의 탈의한 사내가 있는데 변태가 아니다. 이체육관 관장은 사도이며 언제나 물 수행을 하고 있다. 사용하는 타입은 격투타입이다.

### 검은먹시티
- 검은먹시티(애니판에서는 사마귀시티)는 황토마을 동부에 있으며 얼음샛길을 통과해서 와야 한다.
- 이 도시는 드래곤 타입의 도시라고 부를 정도로 드래곤 타입 전문가들이 많다.
- 체육관 관장 이향, 사용하는 타입은 드래곤, 이기면 라이징 배지를 얻을 수 있으며 추후 석영고원에 위치하고 있는 포켓몬리그에 도전할 수 있다.
- 용의 굴이 있으며 이 곳에서 시험을 보고 나서 미뇽을 얻을 수 있다.

### <황바위섬>
관광도시가 아니라 포켓몬을 이용해 양식장을 하는 도시, 코산호의 뿔로 만든 상품이 인기이다.

### 적바위섬
- 3년에 한번씩 소용돌이 열도에서 열리는 물포켓몬 트레이너 시합 '소용돌이 컵'이 열리는 곳이다.
- 여기서 217~219회 걸친 소용돌이컵에서 지우와 이슬이 출전해서 지우는 16강2차전까지 진출, 이슬은 16강3차전 진출한다.

### 은바위섬
은바위섬에는 전설의 포켓몬 루기아가 서식한다. (참고:포켓몬스터 221~224화참고)

### 야돈의 우물
고동마을에 있는 맵이며, 로켓단이 숨어있는 곳이다. 이곳에 숨어있는 로켓단을 쓰러트려야 게임진행이 가능하며 로켓단을 쓰러트리고 나면 고동마을 곳곳에 야돈이 나타난다. 후에 비전머신 괴력을 배운 포켓몬으로 깊숙한 곳으로 이동이 가능하다. 야돈이 출몰하며 낮은확률로 야도란이 출몰하기도 한다.

### 은빛산(銀빛山)
은빛산은 성도지방에 있는 산 중 하나로 레드가 있는 곳이다.